# Bundestagswahlkreis Rendsburg – Neumünster
Der Bundestagswahlkreis Rendsburg – Neumünster war ein Wahlkreis in Schleswig-Holstein für die Wahlen zum Deutschen Bundestag. Er umfasste die kreisfreie Stadt Neumünster und den Kreis Rendsburg bzw. seit 1972 den südlichen Teils des Kreises Rendsburg-Eckernförde.

## Geschichte
Der Wahlkreis Rendsburg – Neumünster hatte die Wahlkreisnummer 5. Er wurde für die Bundestagswahl 1965 aus Teilen der ehemaligen Wahlkreise Segeberg – Neumünster und Rendsburg gebildet. Das Gebiet des Wahlkreises bestand für die Bundestagswahlen 1965 bis 1972 unverändert.
Vor der Bundestagswahl 1976 wurde der Wahlkreis aufgeteilt. Das Gebiet der Stadt Neumünster ging an den neu gebildeten Wahlkreis Plön – Neumünster und der südliche Teil des Kreises Rendsburg-Eckernförde an den neuen Wahlkreis Rendsburg-Eckernförde.

## Abgeordnete
Direkt gewählte Abgeordnete des Wahlkreises Rendsburg – Neumünster waren
| Jahr | Name           | Partei | Anteil der Erststimmen |
| ---- | -------------- | ------ | ---------------------- |
| 1972 | Elisabeth Orth | SPD    | 51,2 %                 |
| 1969 | Detlef Struve  | CDU    | 49,4 %                 |
| 1965 | Detlef Struve  | CDU    | 53,1 %                 |